# بيغي آن جونز
بيغي آن جونز (بالإنجليزية: Peggy Ann Jones)‏ هي مغنية ومغنية أوبرا بريطانية، ولدت في 1939.

## وصلات خارجية
- بيغي آن جونز على موقع IMDb (الإنجليزية)
- بيغي آن جونز على موقع ديسكوغز (الإنجليزية)